# Gazeta de Buenos Ayres
A Gazeta de Buenos-Ayres (sic) (em português: gazeta de Buenos Aires) foi um jornal originário de Buenos Aires, Províncias Unidas do Rio da Prata, em 1810. Foi inicialmente usado para dar publicidade às ações governamentais da Primeira Junta, o primeiro governo argentino pós-colonial. No início foi escrito por Mariano Moreno, com a ajuda do padre Manuel Alberti; Manuel Belgrano e Juan José Castelli também fizeram parte de sua equipe.
Foi organizado em 2 de junho de 1810, e a primeira edição foi lançada no dia 7 de junho seguinte; a Gazeta foi publicada semanalmente a partir de então. A data de 7 de junho tem sido honrada na Argentina como Día del Periodista, "Dia do Jornalista", desde 1938. A Gazeta fornecia informações sobre novas leis, o desenvolvimento da Guerra Peninsular e da Guerra da Independência Argentina, e serviu como veículo para o pensamento político. O governo ordenou que o jornal fosse lido em voz alta nas capelas após as celebrações da missa, devido à alta taxa de analfabetismo entre a população.
Foi fechado pelo ministro do governo de Buenos Aires, Bernardino Rivadavia, em 1821.

## Escritores
- Mariano Moreno (1810)
- Gregorio Funes (1810–)
- Pedro José Agrelo (1811)
- Vicente Pazos Silva (1811–1812)
- Vicente Pazos Silva (edição de quarta-feira) e Bernardo de Monteagudo (edição de sexta-feira) (1812–1812)
- Manuel José García (1812– )
- Emiliano Medrano (1812–1815)
- Camilo Henríquez (1815)
- Julián Álvarez (1815–1820)
- Bernardo Vélez (1820)
- Manuel Antonio Castro (1820–1821)